# Los Chulavitas
Los Chulavitas, também chamados de policía chulavita, foram um dos grupos paramilitares da Colômbia; eram uma facção armada irregular do governo colombiano durante o período denominado como La Violencia bipartidária da década de 1950. Possuíam as funções de polícia secreta e agentes do terror a serviço do Partido Conservador Colombiano e o governo da época deu-lhes ajuda e financiamento. Foram rapidamente recrutados em enclaves conservadores no nordeste do departamento de Boyacá, para defender os governos conservadores dos presidentes Mariano Ospina Pérez e Laureano Gómez contra os rebeldes liberais, conhecidos como cachiporros ou chusmeros, e posteriormente contra os comunistas. Foi um dos grupos paramilitares conservadores durante as décadas de 1940 e 1950, juntamente com os Pájaros do Valle del Cauca.